# Scambiatore a doppio tubo

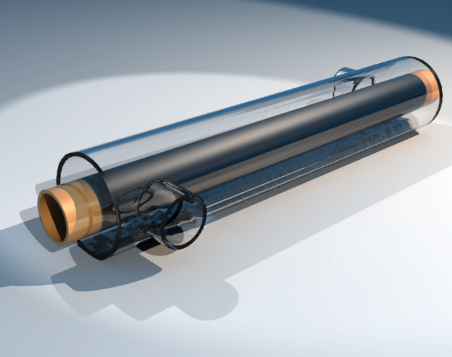
Rappresentazione tridimensionale di uno scambiatore di calore a doppio tubo.

Lo scambiatore di calore a doppio tubo (o scambiatore di calore a tubi concentrici) è una particolare tipologia di scambiatore di calore a superficie, costituito da due tubi coassiali, ciascuno dei quali dotato di due bocchelli (in genere flangiati) che corrispondono all'ingresso e all'uscita dei fluidi (liquidi o gas) tra i quali avviene il trasferimento di calore attraverso la parete tubolare che li separa. Tale trasferimento di calore può avvenire in equicorrente o in controcorrente, a seconda che i due fluidi scorrano nello stesso verso o in verso opposto.
In ambito impiantistico, lo spazio compreso tra il tubo interno e il tubo esterno è chiamato "camicia" (o anulus), mentre lo spazio all'interno del tubo interno è chiamato semplicemente "tubo" (o tube).

## Scambiatore hairpin

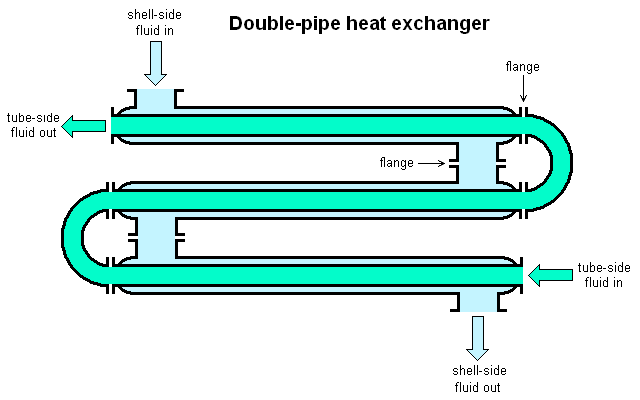
Schema di funzionamento di uno "scambiatore di calore hairpin" costituito da 3 scambiatori a doppio tubo e 2 raccordi a U.

Spesso gli scambiatori di calore a doppio tubo sono assemblati tra loro per ottenere un cosiddetto scambiatore hairpin, chiamato così per via della sua somiglianza ad una forcina (in inglese hairpin). In questo caso, i tubi interni sono collegati da un raccordo a U, mentre le camicie sono collegate accoppiando tra loro la flangia di uscita del primo scambiatore con la flangia di entrata del secondo scambiatore. Procedendo in questa maniera si possono costruire configurazioni con molti scambiatori consecutivi, in modo da avere un'area di scambio termico complessivamente maggiore.
In molte applicazioni, anziché raccordare i tubi interni con dei raccordi, si preferisce utilizzare un unico tubo interno piegato ad U, in modo tale da rendere la struttura più solida.
Talvolta la superficie interna del tubo interno è alettata in senso longitudinale, in modo tale da aumentare il coefficiente di scambio termico (cioè la velocità con la quale i due fluidi si scambiano calore).
È possibile inoltre utilizzare al posto del tubo centrale un fascio di più tubi, dando luogo ad una configurazione simile ad uno scambiatore a fascio tubiero e mantello; si parla in questo caso di "hairpin multitubo".